# اندرو کالدول
آندراش کالدول (انگلیسی: Andrew Caldwell؛ زادهٔ ۲۵ ژوئیهٔ ۱۹۸۹) یک هنرپیشه اهل ایالات متحده آمریکا است.